# St. Matthäus (Niederkassel)

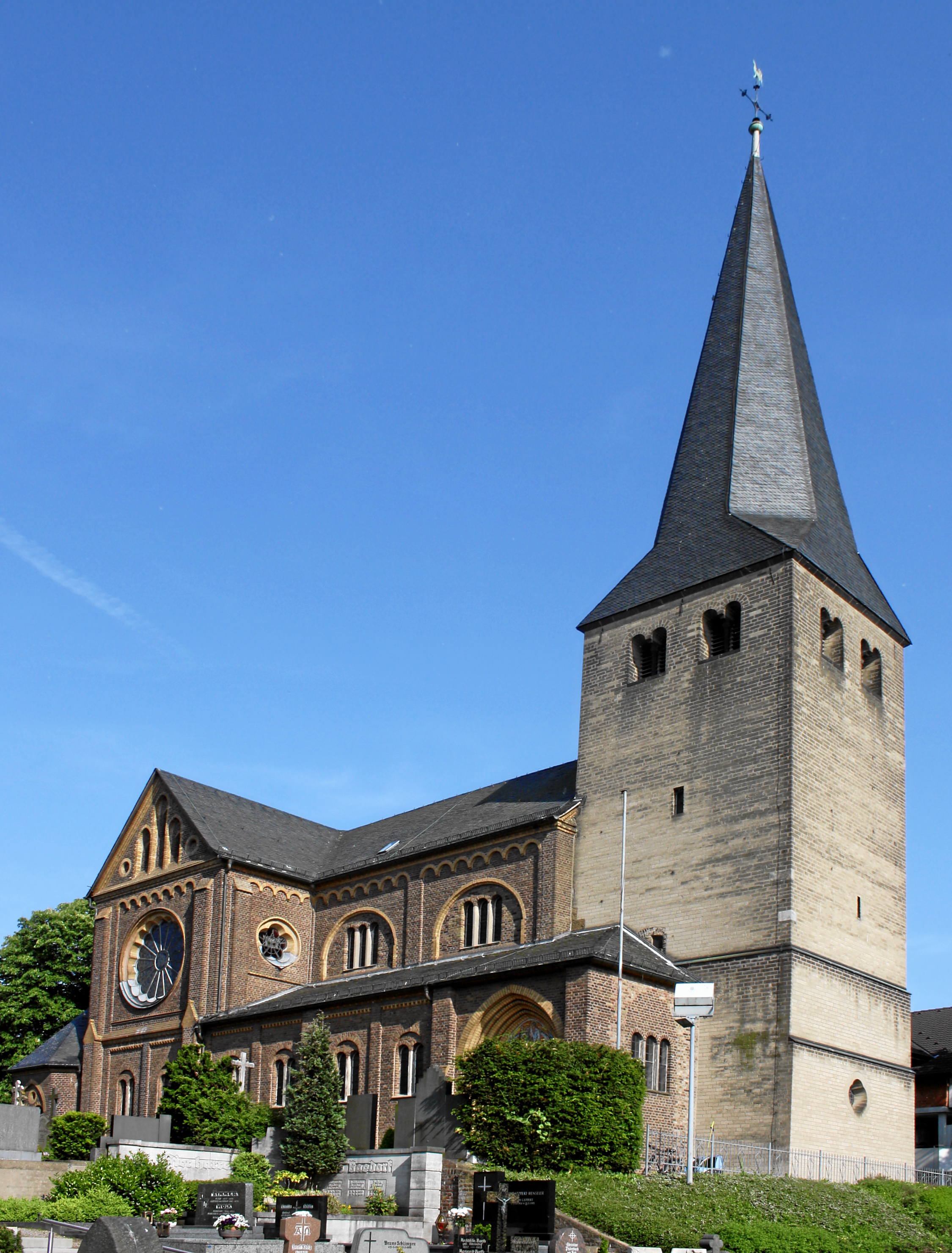
St. Matthäus in Niederkassel

St. Matthäus ist die römisch-katholische Pfarrkirche von  Niederkassel (Rhein-Sieg-Kreis) in Nordrhein-Westfalen. 

## Geschichte
Von der romanischen Pfarrkirche Niederkassels zeugt noch der massive fünfgeschossige kaum gegliederte  Westturm, der um 1200 errichtet wurde. Urkundlich erwähnt wurde die Kirche, als das Patronat durch Theoderich von Heinsberg und Blankenberg der Kölner Deutschordenskommende geschenkt wurde. Im 14. Jahrhundert war der Graf von Berg Patronatsherr, ab dem 16. Jahrhundert lag es abwechselnd bei örtlichen Adelsfamilien. Das romanische Langhaus, dem später ein gotischer Chor angefügt worden war, wurde 1719 durch ein Seitenschiff erweitert. 1893 wurde die Kirche bis auf den Turm niedergelegt und in neoromanischen Formen als dreischiffige Basilika mit Querhaus nach Plänen des Architekten Gerhard Franz Langenberg neu errichtet.